# 2014 YA50
2014 YA50, também escrito como 2014 YA50, é um objeto transnetuniano que está localizado no Cinturão de Kuiper, uma região do Sistema Solar. Este corpo celeste é classificado como um provável cubewano. Ele possui uma magnitude absoluta de 4,6 e tem um diâmetro estimado em torno de 607 km. O astrônomo Mike Brown lista este objeto em sua página na internet como um candidato a possível planeta anão.

## Descoberta
2014 YA50 foi descoberto no dia 25 de dezembro de 2014 pelo Pan-STARRS 1.

## Órbita
A órbita de 2014 YA50 tem uma excentricidade de 0,174 e possui um semieixo maior de 46,765 UA. O seu periélio leva o mesmo a uma distância de 38,616 UA em relação ao Sol e seu afélio a 54,913 UA.